# 나가야마 가즈야
나가야마 가즈야(일본어: 長山 一也, 1982년 4월 1일 ~ )는 일본의 전 축구 선수이다.

## 구단 경력
과거 카탈레 도야마에서 활동하였다.